# Столичный университет Гонконга
Столичный университет Гонконга (кит. трад. 香港都會大學, упр. 香港都会大学, пиньинь Xiānggǎng Dūhuì Dàxué, англ. Hong Kong Metropolitan University) — общественный самофинансируемый университет, расположенный в Гонконге, в районе Хоманьтхинь. Специализируется на предоставлении учёных степеней через систему открытого доступа и дистанционного обучения.
До 01 сентября 2021 г. университет назывался "Открытый университет Гонконга" (香港公開大學, Open University of Hong Kong).

## История
Основан в 1989 году как Открытый учебный институт Гонконга (香港公開進修學院, Open Learning Institute of Hong Kong или OLIHK). Институт первым в городе внедрил систему дистанционного обучения и дал возможность работающим получать высшее образование. В 1997 году был аккредитован как университет и соответственно поменял своё название.
В 2012 году в структуре университета был создан исследовательский центр. Студенты университета активно участвовали в протестном движении 2014 года, в частности одним из лидеров «революции зонтиков» был студент Джошуа Вонг Чи-Фун.  
Поскольку Столичный университет Гонконга является самофинансируемой организацией, он не получает финансовых субсидий от правительства, но его студенты стационара могут претендовать на получение грантов и кредитов, а студенты дистанционной формы обучения — на банковские ссуды на образование.
1 сентября 2021 года Открытый университет Гонконга был переименован в Столичный университет Гонконга.

## Кампус
Главный кампус Открытого университета Гонконга расположен в районе Хоманьтхинь (округ Коулун-Сити). В 2005 году прямо через улицу от главного корпуса открылся Учебный центр Хоманьтхинь-Плаза. В 2008 году было завершено строительство второй фазы главного кампуса. В 2014 году рядом с ним были открыты новый кампус Жокей-клуба и Юбилейный колледж. 
Ещё один кампус, Островной учебный центр (Island Learning Centre), расположен в районе Сёнвань. В 2010 году открылся учебный центр в районе Кхуайчхун (CITA Learning Centre, он же — Clothing Industry Training Centre). В 2013 году открылся учебный центр в районе Кхуайхин (Kwai Hing Learning Centre).  

## Структура
Столичный университет Гонконга состоит из пяти школ:
- Школа искусств и социальных наук
- Школа бизнеса и администрирования имени Ли Шауки
- Школа образования и лингвистики
- Школа науки и технологии
- Институт профессионального и последипломного образования имени Ли Кашина

Столичный университет связан с Гонконгской баптистской больницей (Hong Kong Baptist Hospital), предоставляя возможность медсёстрам получить университетский диплом. Также с университетом тесно связана Школа ухода при Гонконгском санатории и больнице (Hong Kong Sanatorium & Hospital). При университете действуют электронная библиотека и два библиотечных корпуса (Stanley Ho Library и Ho Sik Yee Library). 